# Арцинієга
Арцинієга, Арсеньєга (баск. Artziniega (офіційна назва), ісп. Arceniega) — муніципалітет в Іспанії, у складі автономної спільноти Країна Басків, у провінції Алава. Населення — 1818 осіб (2009).
Муніципалітет розташований на відстані близько 300 км на північ від Мадрида, 48 км на північний захід від Віторії.
На території муніципалітету розташовані такі населені пункти: Арцинієга (адміністративний центр), Кампіхо, Горделіс, Мендієта, Ретес-де-Тудела/Ерретес-Тудела, Санта-Колома, Сохогуті/Сошогуті.

## Демографія
Динаміка населення (INE ):

## Галерея зображень

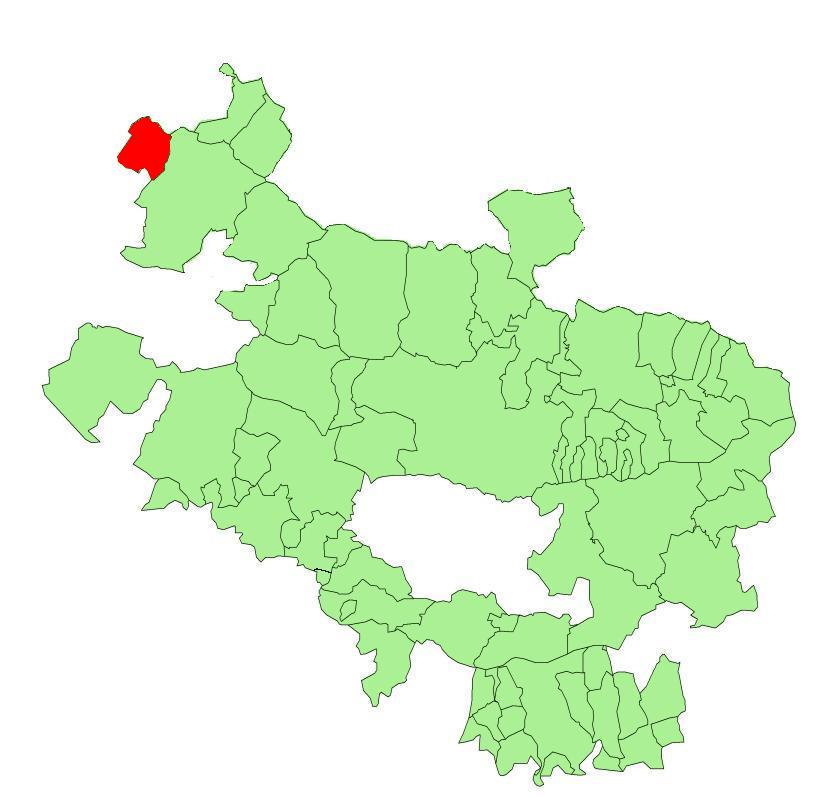
Розташування муніципалітету